# Herb Ziębic
Herb Ziębic – jeden z symboli miasta Ziębice i gminy Ziębice w postaci herbu.

## Wygląd i symbolika
Herb przedstawia na niebieskiej tarczy typu hiszpańskiego trzy wieże koloru srebrnego (białego) – dwie baszty po bokach z czterema czarnymi oknami (otworami) z czarnym tłem po dwa na każdym poziomie, a pośrodku z bramą o półkolistym łuku na górze i gotycką rozetą nad nią. W prześwicie bramy o złotym (żółtym) tle umieszczony jest śląski czarny orzeł ze srebrną (białą) przepaską na skrzydłach. Wieża środkowa ma dach szpiczasty koloru czerwonego, zwieńczony złotym (żółtym) krzyżem. Nad lewą wieżą umieszczony jest złoty (żółty) półksiężyc, z ostrymi rogami zwróconymi ku górze, a nad prawą złota (żółta) gwiazda. Wieże usytuowane są na trzech jednakowych zielonych wzgórzach – każda na jednym wzgórzu.

## Historia
Herb gminy Ziębice nawiązuje do pieczęci używanych od XIV wieku.

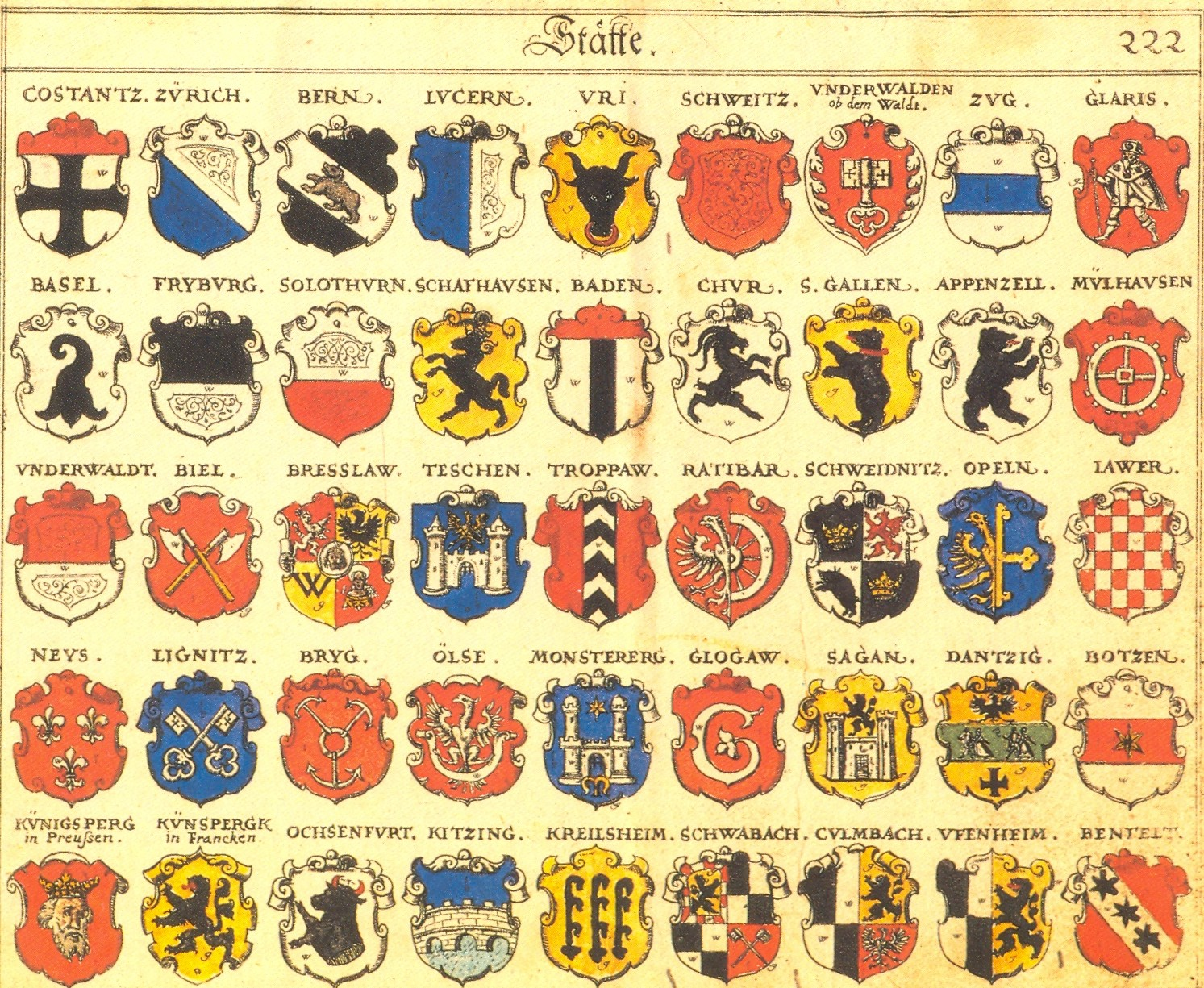
Herb Ziębic w herbiarzu Johanna Siebmachera (piąty z lewej w czwartym rzędzie)
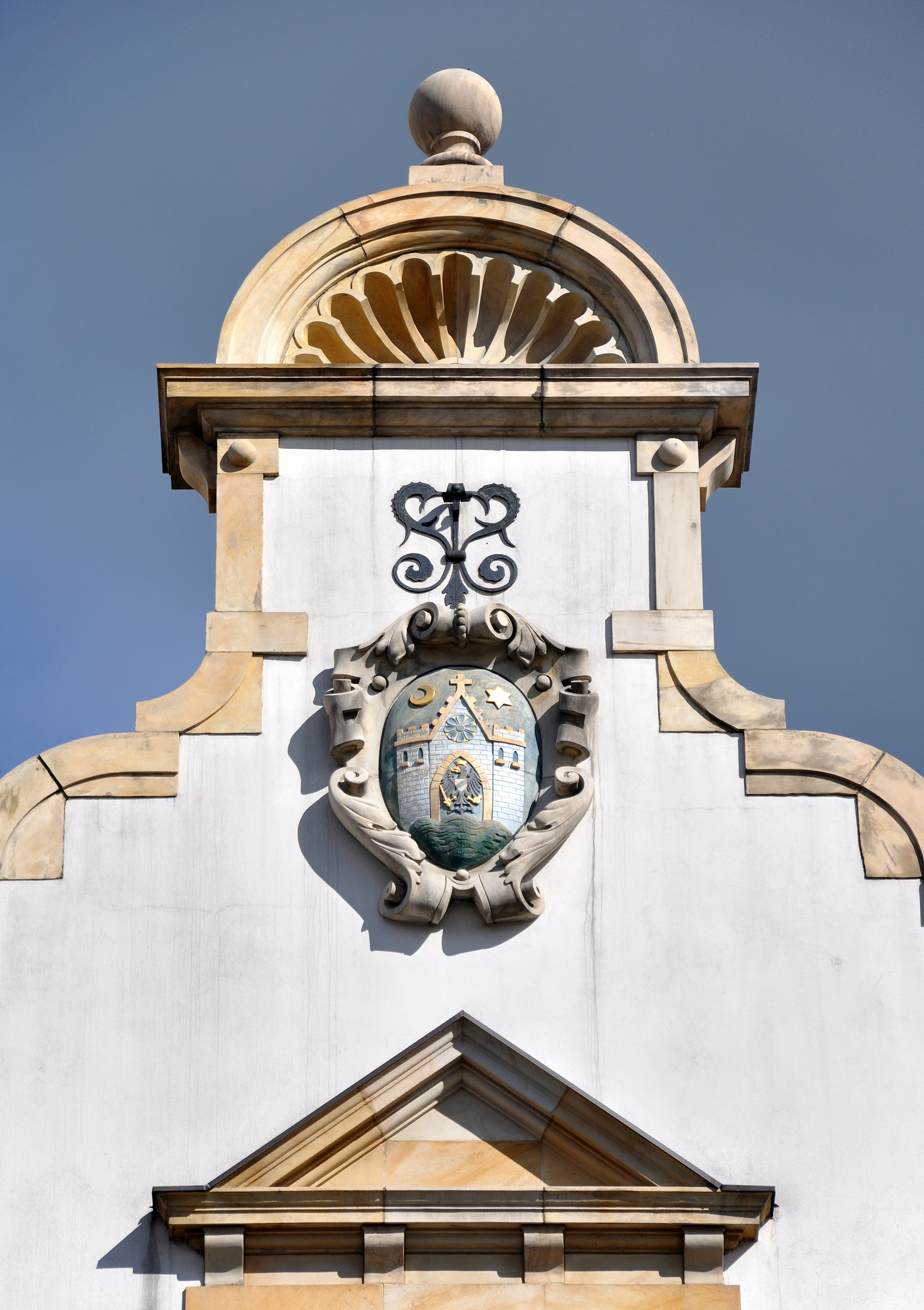
Herb Ziębic na ratuszu
Bezpośrednie nazwiązanie do herbu we fladze Ziębic